# بسكدجك (كورنوال)
بسكدجك (بالإنجليزية: Boscadjack)‏ هي قرية تقع في المملكة المتحدة في كورنوال.